# LVD (Unternehmen)
LVD Company N.V. ist ein belgisches Familienunternehmen mit Sitz in Gullegem nahe Kortrijk. LVD produziert hydraulische Gesenkbiegepressen, stellt aber ebenfalls Tafelscheren, Laserschneide- und Stanzmaschinen her.

## Geschichte
Der Name LVD geht zurück auf die drei Gründer J. Lefebvre, M. Van Neste und R. Dewulf.
1996 ging LVD Vertriebs- und Servicekooperation mit dem deutschen Wettbewerber EHT Werkzeugmaschinen GmbH ein, die aufgrund der unterschiedlichen Unternehmenskulturen nicht den gewünschten Erfolg hatte und daher 2001 wieder beendet wurde. EHT ist Teil des deutschen Unternehmens Trumpf.
1998 übernahm LVD das US-amerikanische Unternehmen Strippit Inc. in Akron, NY, und erweiterte dadurch das eigene Produktportfolio um Stanzmaschinen.
LVD gehört heute zu den weltweit führenden Herstellern von Werkzeugmaschinen für die Blechbearbeitung mit Produktionsstandorten in Belgien, Frankreich und den USA sowie mehr als 15 Service- und Vertriebsniederlassungen weltweit, vor allem in Europa und Asien.

## Belege
1. ↑  Pressemitteilung auf Industrieforum (Memento des Originals vom 19. April 2017 im Internet Archive)  Info: Der Archivlink wurde automatisch eingesetzt und noch nicht geprüft. Bitte prüfe Original- und Archivlink gemäß Anleitung und entferne dann diesen Hinweis.
2. ↑  Bewertung auf trendstop.be